# Fernando Carro
Fernando Carro Morillo (Madrid, 1º aprile 1992) è un siepista spagnolo.

## Palmarès
| Anno | Manifestazione          | Sede           | Evento         | Risultato | Prestazione | Note |
| ---- | ----------------------- | -------------- | -------------- | --------- | ----------- | ---- |
| 2011 | Europei juniores        | Tallinn        | 3000 m siepi   | 4º        | 8'54"26     |      |
| 2013 | Europei U23             | Tampere        | 3000 m siepi   | 7º        | 8'45"62     |      |
| 2014 | Ibero-americani         | San Paolo      | 3000 m siepi   | Argento   | 8'39"66     |      |
| 2015 | Europei a squadre       | Čeboksary      | 3000 m siepi   | 6º        | 8'44"46     |      |
| 2015 | Mondiali                | Pechino        | 3000 m siepi   | Batteria  | 8'38"05     |      |
| 2016 | Europei                 | Amsterdam      | 3000 m siepi   | 9º        | 8'40"73     |      |
| 2016 | Giochi olimpici         | Rio de Janeiro | 3000 m siepi   | Batteria  | 8'53"17     |      |
| 2017 | Mondiali                | Londra         | 3000 m siepi   | Batteria  | 8'38"42     |      |
| 2018 | Giochi del Mediterraneo | Tarragona      | 5000 m piani   | 5º        | 13'57"26    |      |
| 2018 | Europei                 | Berlino        | 3000 m siepi   | Argento   | 8'34"16     |      |
| 2019 | Mondiali                | Doha           | 3000 m siepi   | 11º       | 8'12"31     |      |
| 2021 | Giochi olimpici         | Tokyo          | 3000 m siepi   | Batteria  | dnf         |      |
| 2024 | Mondiali di cross       | Belgrado       | Corsa seniores | 34º       | 29'51"      |      |
| 2024 | Mondiali di cross       | Belgrado       | A squadre      | 4º        | 99 p.       |      |
| 2024 | Europei                 | Roma           | 3000 m siepi   | Batteria  | dnf         |      |
| 2024 | Europei di cross        | Antalya        | Corsa seniores | 38º       | 23'21"      |      |
| 2024 | Europei di cross        | Antalya        | A squadre      | Oro       | 18 p.       |      |

## Campionati nazionali
2016
- Argento ai campionati spagnoli, 3000 m siepi - 8'38"54

2017
- 8º ai campionati spagnoli, 10000 m piani - 29'13"93
- Argento ai campionati spagnoli, 3000 m siepi - 8'30"77
- Bronzo ai campionati spagnoli indoor, 3000 m piani - 8'20"49

2018
- Oro ai campionati spagnoli, 3000 m siepi - 8'29"79
- 6º ai campionati spagnoli indoor, 3000 m piani - 8'24"86

2019
- 9º ai campionati spagnoli, 10000 m piani - 28'32"05
- Oro ai campionati spagnoli, 3000 m siepi - 8'45"88

2020
- Bronzo ai campionati spagnoli, 5000 m piani - 13'49"88
- Oro ai campionati spagnoli, 3000 m siepi - 8'30"31
- Bronzo ai campionati spagnoli indoor, 3000 m piani - 8'17"13

2021
- 4º ai campionati spagnoli indoor, 3000 m piani - 8'24"25

2022
- Oro ai campionati spagnoli di mezza maratona - 1h03'41"
- 7º ai campionati spagnoli di 10 km su strada - 29'55"

2023
- Argento ai campionati spagnoli indoor, 3000 m piani - 7'56"17
- Oro ai campionati spagnoli universitari, 5000 m piani - 13'59"60
- 8º ai campionati spagnoli di corsa campestre - 31'20"

2024
- Bronzo ai campionati spagnoli, 10000 m piani - 28'20"04
- 4º ai campionati spagnoli di corsa campestre - 31'02"

## Altre competizioni internazionali
2016
- 31º alla San Silvestre Vallecana ( Madrid) - 30'59"

2017
- 10º alla San Silvestre Vallecana ( Madrid) - 29'03"

2018
- 4º in Coppa continentale ( Ostrava), 3000 m siepi - 8'33"76
- 12º in Coppa Europa dei 10000 metri ( Londra) - 28'29"65
- 8º alla San Silvestre Vallecana ( Madrid) - 28'44"

2019
- 4º all'Herculis ( Monaco), 3000 m siepi - 8'05"69
- 8º al Memorial Van Damme ( Bruxelles), 3000 m siepi - 8'15"53
- 8º alla San Silvestre Vallecana ( Madrid) - 28'19"

2020
- 23º alla San Silvestre Vallecana ( Madrid) - 29'35"

2021
- Oro agli Europei a squadre ( Chorzów), 3000 m siepi - 8'39"67

2022
- 11º alla San Silvestre Vallecana ( Madrid - 28'35"
- 51º alla mezza maratona di Valencia ( Valencia) - 1h05'39"
- Bronzo al Cross Internacional de la Constitución ( Alcobendas) - 30'08"
- 15º al Cross Internacional de Itálica ( Siviglia) - 30'01"
- 30º al Cross de Atapuerca ( Atapuerca) - 29'55"
- 6º al Cross Internacional de San Sebastián ( San Sebastián) - 26'12"

2023
- 11º al Meeting de Paris ( Parigi), 3000 m siepi - 8'17"06
- 12º al Bauhaus-Galan ( Stoccolma), 3000 m siepi - 8'39"74
- 24º alla San Silvestre Vallecana ( Madrid) - 29'30"
- 9º al Cross Internacional de Soria ( Soria) - 26'11"
- 13º al Cross Internacional Juan Muguerza ( Elgoibar) - 35'12"
- Argento al Cross Internacional de Venta de Baños ( Venta de Baños) - 30'17"
- 12º al Cross de Atapuerca ( Atapuerca) - 27'26"
- 7º al Cross Internacional Zornoza ( Amborebieta-Etxano) - 26'44"

2024
- 14º al Cross Internacional Juan Muguerza ( Elgoibar) - 32'52"
- 11º al Cross de Atapuerca ( Atapuerca) - 26'25"